# Presles (Val-d'Oise)
Presles é uma comuna francesa na região administrativa da Ilha de França, no departamento do Vale do Oise. Estende-se por uma área de 9.95 km². Em 2010 a comuna tinha 3 972 habitantes (densidade: 399,2 hab./km²).